# Licania membranacea
Licania membranacea là một loài thực vật có hoa trong họ Cám. Loài này được Sagot ex Laness. mô tả khoa học đầu tiên năm 1886.